# Nadleśnictwo Kolbuszowa
Nadleśnictwo Kolbuszowa – jednostka organizacyjna Lasów Państwowych podległa Regionalnej Dyrekcji Lasów Państwowych w Krośnie. Siedziba Nadleśnictwa znajduje się w Świerczowie w powiecie kolbuszowskim, w województwie podkarpackim.
Nadleśnictwo obejmuje część powiatów kolbuszowskiego, niżańskiego, rzeszowskiego i stalowowolskiego.

## Historia
Lasy te przed II wojną światową były własnością prywatną. Po wojnie zostały znacjonalizowane przez komunistów. W 1946 utworzono Nadleśnictwa Kolbuszowa i Morgi, które połączono w 1973.

## Ochrona przyrody
Na terenie nadleśnictwa brak jest rezerwatów przyrody. Znajdują się tu dwa obszary chronionego krajobrazu.

## Drzewostany
Typy siedliskowe lasów nadleśnictwa (z ich udziałem procentowym):
- bór mieszany świeży 30%
- bór mieszany wilgotny 29%
- las mieszany świeży 12%
- las mieszany wilgotny 11%
- las wilgotny 8%
- las świeży 5%
- ols 3%
- bór świeży 1%

Główne gatunki lasotwórcze lasów nadleśnictwa to sosna (70% powierzchni lasów), dąb szypułkowy, olcha czarna, brzoza brodawkowata, buk zwyczajny, grab pospolity i jodła pospolita.
Przeciętna zasobność drzewostanów nadleśnictwa wynosi 260 m³/ha, a przeciętny wiek 64 lat.